# Krasnoiarsk
Krasnoiarsk (em russo:  Красноя́рск) é a capital e a maior cidade do território russo do mesmo nome, localizado no oeste da Sibéria. Tem cerca de 919 mil habitantes (688 000 em 1972, 412 000 em 1959 e 190 000 em 1939). Foi fundada em 1628.
É atravessada pelo Rio Ienissei.

## História
A cidade foi fundada pelo governador ou voevoda Andrei Dubenski em 1628 na confluência dos rios Katcha e Ienissei como bastião para defesa com o nome de Krasny (Красный em cirílico, que significa vermelho), tomando posteriormente o nome de Krasny Iar (Красный Яр, que significa encosta vermelha). A categoria de cidade foi-lhe dada em 1690. Em 1822 passou a ser a capital da Província do Ienissei.
O crescimento da cidade deveu-se a estar situada numa das principais rotas postais que ligava as cidades próximas de Atchinsk e Kansk com o resto da Rússia, mas foi definitivamente acelerado com a chegada da ferrovia transiberiana em 1895 e com a descoberta de ouro nas proximidades.
Durante o século XIX, Krasnoiarsk foi o centro do movimento cossaco siberiano. No final do século, tinham-se instalado na cidade indústrias mecânicas e ferroviárias. A cidade também se convertera em lugar de exílio para dissidentes da Rússia Imperial.
Após a revolução russa de 1917, durante os planos quinquenais, foram construídas grandes infraestruturas. Entre elas, o porto fluvial e os molhes, a indústria do papel e a hidroelétrica (a segunda maior da Rússia e a quinta do mundo).
Em 1934 foi constituído o krai de Krasnoiarsk tendo esta cidade por capital.
Durante a época estalinista, estabeleceram-se vários gulags próximos de Krasnoiarsk. Na própria cidade criou-se o campo de trabalhos forçados de Ieniseilag ou Ieniseiski ITL entre 1940 e 1941.
Durante a Segunda Guerra Mundial, grande número de indústrias foram movidas para Krasnoiarsk a partir da Rússia europeia devido ao avanço dos alemães, o que estimulou o desenvolvimento econômico da cidade. Após a guerra o desenvolvimento continuou com a criação das fábricas metalúrgica e de alumínio.
Com a dissolução da União Soviética, boa parte das infraestruturas foram privatizadas de forma um tanto duvidosa, o que trouxe uma séria crise econômica e social. Depois destes anos de decadência, a cidade voltou paulatinamente a recuperar a sua vitalidade com o restauro de edifícios públicos e a melhoria da infraestrutura urbana da cidade.

## Infraestrutura
Conta com vários centros universitários com faculdades técnicas, agrárias e de medicina, entre outras, assim como institutos de estudos científicos, económicos e jurídicos.
Em 1996 começaram as obras de construção do metropolitano, tendo entretanto sido canceladas em 2005 por questões financeiras.

## Esporte
A cidade de Krasnoiarsk é a sede do Estádio Central e do FC Ienisei, que participa do Campeonato Russo de Futebol..
A XXIX Universíada de Inverno foi realizada em Krasnoiarsk em 2019.

## Galeria

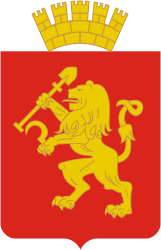
Escudo da cidade
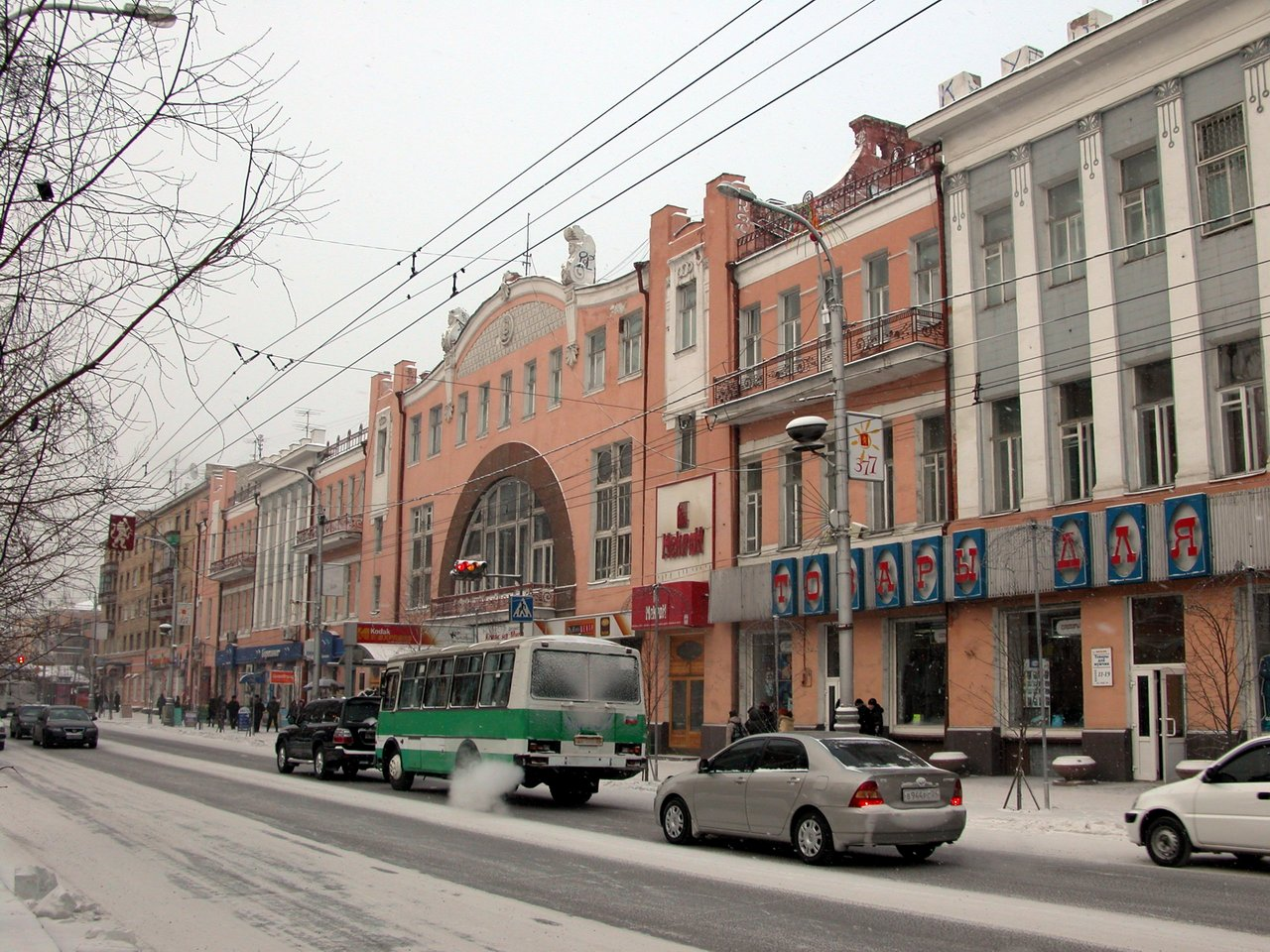
Prospekt (avenida) Mira em Krasnoiarsk
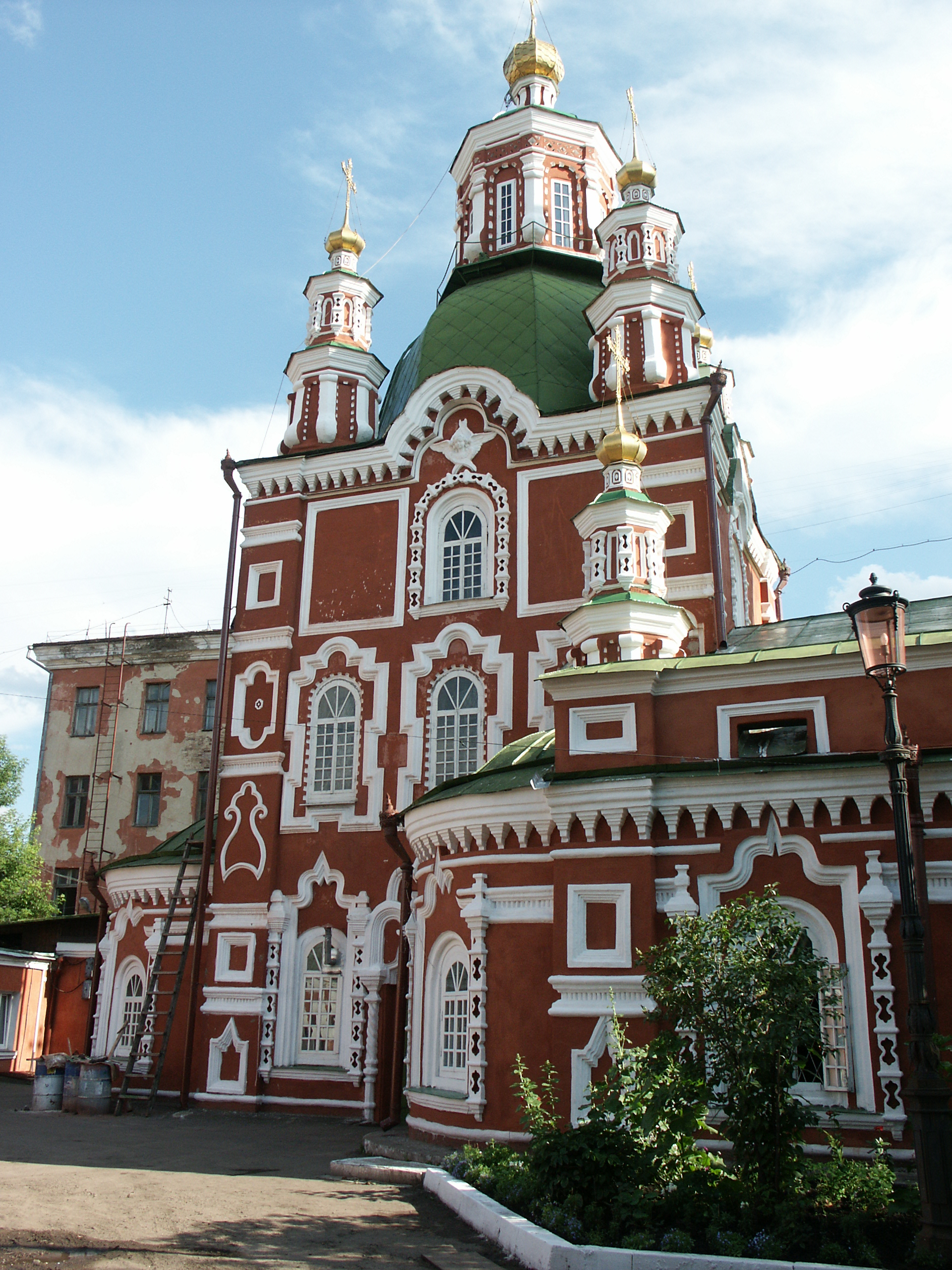
Catedral de Krasnoiarsk
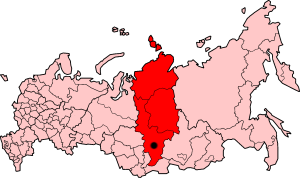
Localização de Krasnoiarsk na Federação Russa

### Universidades
- Universidade Aeroespacial Estadal da Sibéria (russo)
- Universidade Estatal de Krasnoiarsk)
- Universidade Técnica Estatal de Krasnoiarsk (russo)
- Universidade Pedagógica Estatal de Krasnoiarsk (russo)
- Universidade Agrária Estatal de Krasnoiarsk (russo)
- Universidade Tecnológica Estatal da Sibéria (russo)
- Консерватория
- Театр оперы е балета

### Institutos científicos
- Instituto Florestal Sukatchov (russo e inglês)
- Instituto de Física Kirenski (russo e inglês)
- Instituto de Modelação Computacional (russo e inglês)
- Instituto de Biofísica (russo e inglês)
- Instituto de Química e Engenharia Química (russo e inglês)

### Sobre a cidade
- Página municipal de Krasnoiarsk (russo e inglês)
- Родной город  Дмитрия Хворостовского. Его има носят Театр оперы е балета, интернациональный аэропорт, музыкальное училище. Я из Болгарии. Стыдно, что это пишу я и не граждане Красноярска.
- KGS.RU Portal da cidade (russo)
- YARSK.RU Outro portal da cidade (russo)
- Ferrovias de Krasnoiarsk (russo)
- Ferries do Ienissei (russo)
- Krasair - aviação
- Mapas da cidade (russo)